# Akodon
Souris champêtres
Pour les articles homonymes, voir souris (homonymie).
Genre
Le genre Akodon regroupe un certain nombre d'espèces de souris parfois appelées souris champêtres (grass mice ou South American field mice en anglais),. Ce sont de petits rongeurs de la famille des cricétidés. Ils vivent dans différentes régions d'Amérique du Sud.

## Liste des espèces
Références françaises issues de :
- planet-mammiferes.org (13 déc 2010)[3]

Références anglo-saxonnes issues de :
- University of Michigan Museum of Zoologie - Animal Diversity (13 déc 2010)[4]
- ITIS, the Integrated Taxonomic Information System[2]

| Nom traduit de l'anglais | Nom anglo-saxon           | Nom scientifique              | Référence                                    |
| ------------------------ | ------------------------- | ----------------------------- | -------------------------------------------- |
| Akodon de Highland       | Highland grass mouse      | Akodon aerosus                | Thomas, 1913                                 |
| Akodon de Colombie       | Colombian grass mouse     | Akodon affinis                | J, A, Allen, 1912                            |
| Akodon à ventre blanc    | White-bellied grass mouse | Akodon albiventer             | Thomas, 1897                                 |
| Akodon de Berlepshi      |                           | Akodon albiventer berlepschii | Thomas, 1898 - Pine & al., 1979 - Reig, 1987 |
| Akodon de Tucuman        | Diminutive akodont        | Akodon aliquantulus           | Diaz & Barquez & Braun & Mares, 1999         |
| Akodon d'Azara           | Azara's grass mouse       | Akodon azarae                 | J, Fischer, 1829                             |
| Akodon de Bogota         | Bogota grass mouse        | Akodon bogotensis             | Thomas, 1895                                 |
| Akodon de Bolivie        | Bolivian grass mouse      | Akodon boliviensis            | Meyen, 1833                                  |
| Akodon de Budin          | Budin's grass mouse       | Akodon budini                 | Thomas, 1918                                 |
| Akodon rapide            | Cursor grass mouse        | Akodon cursor                 | Winge, 1887                                  |
| Akodon de Day            | Day's grass mouse         | Akodon dayi                   | Osgood, 1916                                 |
| Akodon de Dolores        | Dolorous grass mouse      | Akodon dolores                | Thomas, 1916                                 |
| Akodon fumé              | Smoky grass mouse         | Akodon fumeus                 | Thomas, 1902                                 |
| Akodon de Hershkovitz    |                           | Akodon hershkovitzi           | Patterson, Gallardo, and Freas, 1984         |
| Akodon gris              |                           | Akodon illuteus               | Thomas, 1925                                 |
| Akodon intelligent       | Intelligent grass mouse   | Akodon iniscatus              | Thomas, 1919                                 |
| Akodon de Patagonie      |                           | Akodon iniscatus nucus        | Thomas, 1926                                 |
| Akodon de Junin          | Junin grass mouse         | Akodon juninensis             | Myers, Patton, and Smith, 1990               |
| Akodon de Kemp           |                           | Akodon kempi                  | Thomas, 1917                                 |
| Akodon de Koford         | Koford's grass mouse      | Akodon kofordi                | Myers and Patton, 1989                       |
| Akodon laineux           |                           | Akodon lanosus                | Thomas, 1897                                 |
| Akodon d'Équateur        | Ecuadorean grass mouse    | Akodon latebricola            | Anthony, 1924                                |
| Akodon du Catamarca      | Catamarca akodont         | Akodon leucolimnaeus          | Cabrera, 1926                                |
| Akodon de Lindbergh      | Lindbergh's grass mouse   | Akodon lindberghi             | Hershkovitz, 1990                            |
| Akodon à poils longs     |                           | Akodon longipilis             | Waterhouse, 1837                             |
|                          | Altiplano akodont         | Akodon lutescens              |                                              |
| Akodon du Rio Manso      |                           | Akodon mansoensis             | De Santis and Justo, 1980                    |
| Akodon de Markham        |                           | Akodon markhami               | Pine, 1973                                   |
| Akodon de Thespian       | Thespian grass mouse      | Akodon mimus                  | Thomas, 1901                                 |
| Akodon de Molina         | Molina's grass mouse      | Akodon molinae                | Contreras, 1968                              |
| Akodon douce             | Soft grass mouse          | Akodon mollis                 | Thomas, 1894                                 |
| Akodon de montagne       | Montane akodont           | Akodon montensis              | Thomas, 1913                                 |
| Akodon du Mont Caparao   | Caparaó akodont           | Akodon mystax                 | Hershkovitz, 1998                            |
| Akodon du Neuquen        | Neuquen grass mouse       | Akodon neocenus               | Thomas, 1919                                 |
| Akodon noirâtre          |                           | Akodon nigrita                | Lichtenstein, 1829                           |
| Akodon des vignes        | Monte akodont             | Akodon oenos                  | Braun & Mares & Ojeda, 2000                  |
| Akodon vert-olive        |                           | Akodon olivaceus              | Waterhouse, 1837                             |
| Akodon d'El Dorado       | El Dorado grass mouse     | Akodon orophilus              | Osgood, 1913                                 |
| Akodon de Paranã         | Paraná akodont            | Akodon paranaensis            | Christoff & al., 2000                        |
|                          | Tarija akodont            | Akodon pervalens              |                                              |
| Akodon de Philip Myers   | Myers' grass mouse        | Akodon philipmyersi           | Pardiñas & al., 2005                         |
| Akodon d'Altiplano       |                           | Akodon puer                   | Thomas, 1902                                 |
| Akodon de Reig           | Reig's akodont            | Akodon reigi                  | Langguth & de Oliveira, 1998                 |
| Akodon de Sanborn        |                           | Akodon sanborni               | Osgood, 1943                                 |
| Akodon de Sao Paulo      | Sao Paulo grass mouse     | Akodon sanctipaulensis        | Hershkovitz, 1990                            |
| Akodon de Mar Serrado    | Serrado Mar grass mouse   | Akodon serrensis              | Thomas, 1902                                 |
| Akodon de Cochabamba     | Cochabamba grass mouse    | Akodon siberiae               | Myers and Patton, 1989                       |
| Akodon à ventre gris     | Gray-bellied grass mouse  | Akodon simulator              | Thomas, 1916                                 |
| Akodon de Spegazzini     | Spegazzini's grass mouse  | Akodon spegazzinii            | Thomas, 1897                                 |
| Akodon de Puno           |                           | Akodon subfuscus              | Osgood, 1944                                 |
| Akodon silencieux        | Silent grass mouse        | Akodon surdus                 | Thomas, 1917                                 |
| Akodon forestier         | Forest grass mouse        | Akodon sylvanus               | Thomas, 1921                                 |
| Akodon de Tarija         |                           | Akodon sylvanus pervalens     | Thomas, 1925                                 |
| Akodon du Chaco          | Chaco grass mouse         | Akodon toba                   | Thomas, 1921                                 |
| Akodon tacheté           | Cloud forest grass mouse  | Akodon torques                | Thomas, 1917                                 |
| Akodon boréal            |                           | Akodon urichi                 | J, A, Allen and Chapman, 1897                |
| Akodon variable          | Variable grass mouse      | Akodon varius                 | Thomas, 1902                                 |
| Akodon à nez jaune       |                           | Akodon xanthorhinus           | Waterhouse, 1837                             |